# Étalante
Étalante é uma comuna francesa na região administrativa da Borgonha-Franco-Condado, no departamento de Côte-d'Or. Estende-se por uma área de 37 km². Em 2010 a comuna tinha 151 habitantes (densidade: 4,1 hab./km²).